# Béon (Yonne)
Béon és un municipi francès, situat al departament del Yonne i a la regió de Borgonya - Franc Comtat. L'any 2007 tenia 507 habitants.

## Demografia

### Població
El 2007 la població de fet de Béon era de 507 persones. Hi havia 192 famílies, de les quals 40 eren unipersonals (28 homes vivint sols i 12 dones vivint soles), 68 parelles sense fills, 76 parelles amb fills i 8 famílies monoparentals amb fills.
La població ha evolucionat segons el següent gràfic:
Habitants censats

### Habitatges
El 2007 hi havia 235 habitatges, 196 eren l'habitatge principal de la família, 30 eren segones residències i 9 estaven desocupats. 231 eren cases i 3 eren apartaments. Dels 196 habitatges principals, 163 estaven ocupats pels seus propietaris, 23 estaven llogats i ocupats pels llogaters i 10 estaven cedits a títol gratuït; 3 tenien una cambra, 6 en tenien dues, 26 en tenien tres, 62 en tenien quatre i 99 en tenien cinc o més. 150 habitatges disposaven pel capbaix d'una plaça de pàrquing. A 72 habitatges hi havia un automòbil i a 110 n'hi havia dos o més.

### Piràmide de població
La piràmide de població per edats i sexe el 2009 era:
| Homes | Edats   | Dones |
| ----- | ------- | ----- |
| 0     | 95 o +  | 0     |
| 0     | 90 a 94 | 0     |
| 0     | 85 a 89 | 12    |
| 0     | 80 a 84 | 0     |
| 4     | 75 a 79 | 12    |
| 16    | 70 a 74 | 16    |
| 12    | 65 a 69 | 8     |
| 12    | 60 a 64 | 0     |
| 20    | 55 a 59 | 20    |
| 12    | 50 a 54 | 8     |
| 20    | 45 a 49 | 28    |
| 12    | 40 a 44 | 20    |
| 20    | 35 a 39 | 20    |
| 12    | 30 a 34 | 20    |
| 16    | 25 a 29 | 12    |
| 8     | 20 a 24 | 16    |
| 20    | 15 a 19 | 12    |
| 24    | 10 a 14 | 20    |
| 12    | 5 a 9   | 8     |
| 4     | 0 a 4   | 8     |

## Economia
El 2007 la població en edat de treballar era de 345 persones, 266 eren actives i 79 eren inactives. De les 266 persones actives 241 estaven ocupades (137 homes i 104 dones) i 25 estaven aturades (11 homes i 14 dones). De les 79 persones inactives 31 estaven jubilades, 26 estaven estudiant i 22 estaven classificades com a «altres inactius».

### Ingressos
El 2009 a Béon hi havia 200 unitats fiscals que integraven 524 persones, la mediana anual d'ingressos fiscals per persona era de 19.170 €.

### Activitats econòmiques
Dels 23 establiments que hi havia el 2007, 3 eren d'empreses de fabricació d'altres productes industrials, 7 d'empreses de construcció, 2 d'empreses de comerç i reparació d'automòbils, 2 d'empreses de transport, 2 d'empreses d'hostatgeria i restauració, 1 d'una empresa d'informació i comunicació, 3 d'empreses de serveis, 1 d'una entitat de l'administració pública i 2 d'empreses classificades com a «altres activitats de serveis».
Dels 9 establiments de servei als particulars que hi havia el 2009, 2 eren tallers de reparació d'automòbils i de material agrícola, 2 paletes, 1 guixaire pintor, 2 fusteries, 1 lampisteria i 1 perruqueria.
L'únic establiment comercial que hi havia el 2009 era una carnisseria.
L'any 2000 a Béon hi havia 11 explotacions agrícoles que ocupaven un total de 600 hectàrees.

## Equipaments sanitaris i escolars
El 2009 hi havia una escola elemental integrada dins d'un grup escolar amb les comunes properes formant una escola dispersa.

## Poblacions més properes
El següent diagrama mostra les poblacions més properes.